# 氏家純一
氏家 純一（うじいえ じゅんいち、1945年10月12日 - ）は、日本の実業家。元野村ホールディングス取締役社長。

## 来歴
1964年麻布高校卒業、1969年東京大学経済学部卒業。イリノイ大学大学院修士課程（1972年）、シカゴ大学大学院博士課程（1975年）をそれぞれ修了した。
1975年11月に野村證券に入社し、1989年にはアメリカ合衆国のノムラ・セキュリティ・インターナショナルで社長となる。1990年に野村證券取締役就任後、常務（1995年）を経て1997年に社長となる。持ち株会社移行に伴い、2001年に野村ホールディングス社長に就任の後、2003年には会長となった。
政府によるアジア・ゲートウェイ構想の戦略会議メンバーを務めている。

## 顕彰
- 旭日大綬章 - 2017年[2]